# Compendio della Flora Italiana
Compendio della Flora Italiana (abreujat Comp. Fl. Ital., és un llibre amb il·lustracions i descripcions botàniques que va ser escrit pel botànic, i professor universitari italià Giovanni Arcangeli i publicat a Torí l'any 1882 i una segona edició el 1894 amb el nom de Compendio della Flora Italiana: ossia Manuale per la determinzione delle piante che trovansi selvatiche od inselvatichite nell' Italia e nelle isole adiacent. Edition 2.